# Хоу, Эндрю
Эндрю Кертис Хоу-Бесоцци (итал. Andrew Curtis Howe-Besozzi; род. 12 мая 1985, Лос-Анджелес, Калифорния) — итальянский легкоатлет американского происхождения, специалист по прыжкам в длину и бегу на короткие дистанции. Выступал на профессиональном уровне в 2000-х и 2010-х годах, обладатель серебряной медали чемпионата мира, бронзовый призёр чемпионата мира в помещении, чемпион Европы на открытом стадионе и в помещении, многократный победитель и призёр первенств национального значения, действующий рекордсмен Италии в прыжках в длину, участник двух летних Олимпийских игр.

## Биография
Эндрю Хоу родился 12 мая 1985 года в Лос-Анджелесе, США. Происходит из американской семьи с богатыми спортивными традициями, отец Эндрю Хоу старший и мать Рене Фелтон в своё время показывали достаточно высокие результаты в барьерном беге. После того как родители развелись, и мать вышла замуж за итальянца Уго Бесоцци, в 1992 году Эндрю переехал на постоянное жительство в коммуну Риети, Италия. Занимался лёгкой атлетикой с юных лет, проходил подготовку под руководством своей матери.
Впервые заявил о себе на международном уровне в сезоне 2001 года, когда вошёл в состав итальянской сборной и выступил на юношеском мировом первенстве в Дебрецене, где выиграл бронзовую медаль в зачёте прыжков в длину.
В 2002 году в эстафете 4 × 100 метров занял пятое место на юниорском мировом первенстве в Кингстоне.
В 2003 году в эстафете 4 × 100 метров стал четвёртым на юниорском европейском первенстве в Тампере.
В 2004 году на домашнем юниорском мировом первенстве в Гроссето одержал победу в беге на 200 метров и в прыжках в длину. Благодаря череде удачных выступлений удостоился права защищать честь страны на летних Олимпийских играх в Афинах — здесь в дисциплине 200 метров дошёл до стадии четвертьфиналов.
В 2005 году бежал 200 метров и эстафету 4 × 100 метров на чемпионате мира в Хельсинки.
В 2006 году в прыжках в длину выиграл бронзовую медаль на чемпионате мира в помещении в Москве, победил на Кубке Европы в Малаге и на чемпионате Европы в Гётеборге, стал вторым на Кубке мира в Афинах.
В 2007 году в прыжках в длину с ныне действующим национальным рекордом Италии 8,30 превзошёл всех соперников на чемпионате Европы в помещении в Бирмингеме. Позднее установил национальный рекорд (8,47) и получил серебро на чемпионате мира в Осаке, завоевал золото на Всемирном легкоатлетическом финале в Штутгарте.
Принимал участие в Олимпийских играх 2008 года в Пекине — на предварительном квалификационном этапе прыгнул на 7,81 метра, чего оказалось недостаточно для выхода в финал.
В 2009 году помимо прочего отметился победой в прыжках в длину на международном турнире «Русская зима» в Москве.
На чемпионате Европы 2010 года в Барселоне занял пятое место в прыжках в длину.
В 2017 году прыгал в длину на чемпионате Европы в помещении в Белграде, в финал не вышел.
В 2018 году бежал 200 метров на чемпионате Европы в Берлине, остановился на стадии полуфиналов.
В 2019 году отметился выступлением на чемпионате мира по легкоатлетическим эстафетам в Иокогаме и на Всемирных военных играх в Ухане.